# F-16 Multirole Fighter
F-16 Multirole Fighter là tựa game mô phỏng chuyến bay chiến đấu cơ được hãng NovaLogic phát hành vào năm 1998. Trò chơi này tập trung vào dòng máy bay F-16 Fighting Falcon, và sử dụng cùng một game engine như tựa game MiG-29 Fulcrum; cả hai đều tái phát hành cùng nhau vào năm 2001 dưới dạng phiên bản đĩa đôi có tên là Jet Pack. Bản này được tái phát hành vào năm 2009 trên Steam.

## Lối chơi
Thuộc thể loại game mô phỏng, F-16 Multirole Fighter có độ chính xác hợp lý, đặc biệt là khi so sánh với hầu hết các trò chơi kiểu arcade trên hệ máy console như dòng game  Ace Combat của Namco và Airforce Delta của Konami. Những tính năng có trong game như số lượng đạn dược hạn chế (khá là quan trọng cần phải xem xét khi chơi thông qua phần chơi chiến dịch), mức nhiên liệu và nhiều đặc điểm chuyến bay có hiệu lực. Người chơi phải nhanh chóng học cách bù đắp cho các sự kiện khác như cháy động cơ, quay 360 độ trên không, báo động đỏ và tắt máy (bị ảnh hưởng từ lực g).  

## Chiến dịch
Phần chơi chiến dịch trong F-16 Multirole Fighter rất đa dạng và diễn ra trên toàn cầu qua các địa điểm như Serbia, Miến Điện, Liberia, Somalia và Cộng hòa Dân chủ Congo.